# Koloonella hawaiiensis
Koloonella hawaiiensis är en snäckart. Koloonella hawaiiensis ingår i släktet Koloonella och familjen Pyramidellidae. Inga underarter finns listade i Catalogue of Life.